# LVR-Klinik Düren

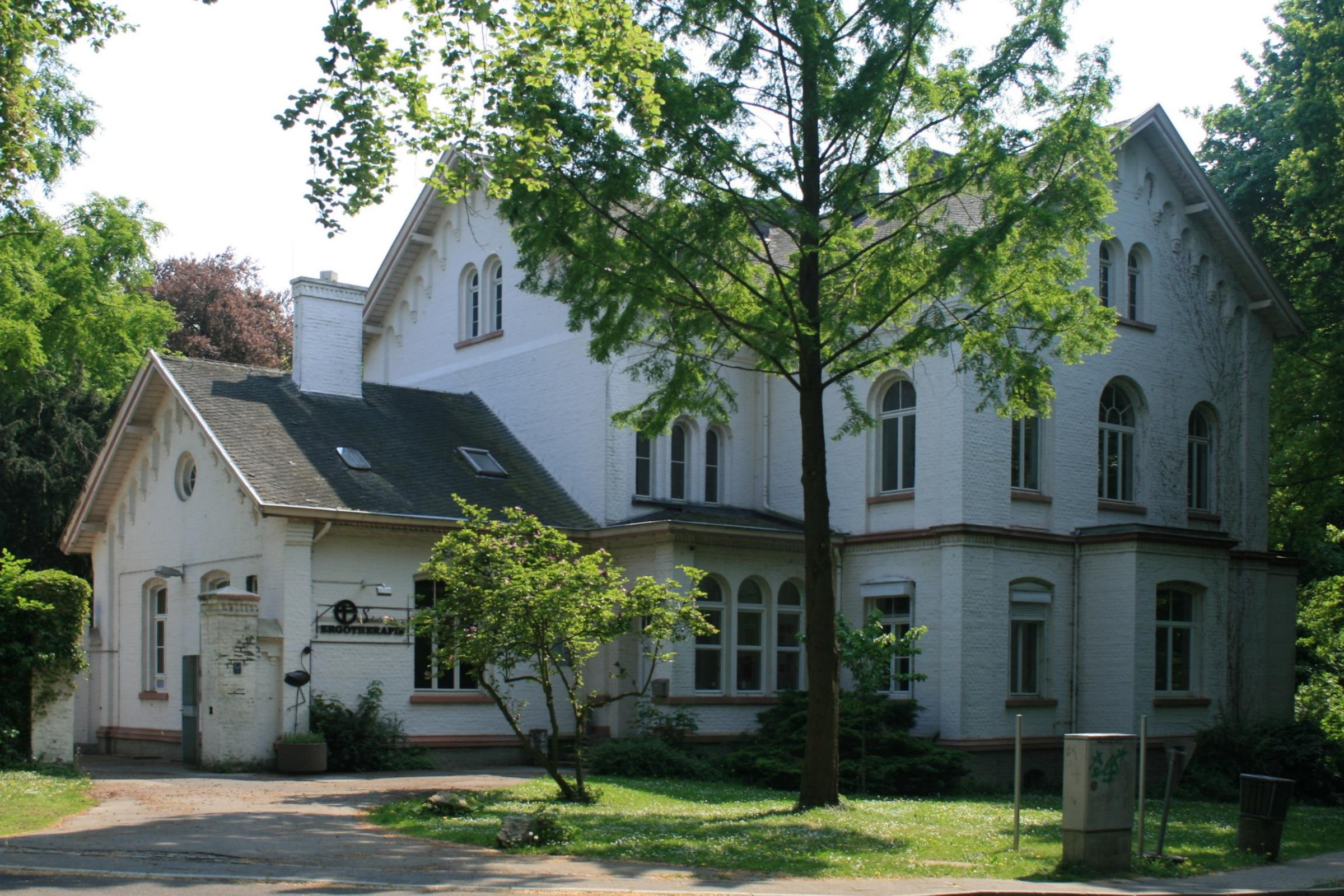
Düren, Meckerstraße (84)

Die LVR-Klinik Düren ist eine Fachklinik für
Psychiatrie und Psychotherapie, forensische Psychiatrie und soziale Rehabilitation im Norden von Düren. Sie ist nach der LVR-Klinik Bedburg-Hau die zweitgrößte Klinik dieses Fachbereiches in NRW. Die Klinik wird vom Landschaftsverband Rheinland betrieben.
Derzeit sind 1.036 Menschen im Krankenhaus beschäftigt.

## Geschichte
Im Jahre 1873 wurde auf dem Gelände im Norden mit dem Bau einer Provinzial Heil- und Pflegeanstalt für 400 Kranke begonnen. Düren löste am 1. Mai 1878 die bisherige, aufgelöste Anstalt in Siegburg ab.
Der Zuständigkeitsbereich für die Klinik Düren umfasste im Jahre 1878:
- Regierungsbezirk Aachen, außer Kreis Schleiden und Kreis Bergheim (Erft),
- Regierungsbezirk Köln
- linksrheinischer Teil des Regierungsbezirks Düsseldorf, außer Kreis Neuss und Kreis Kleve.

Dieser Bereich hat sich später geändert.
Am 7. August 1900 wurde in Düren das „Erste Rheinische Bewahrungshaus für 48 kriminelle männliche Geisteskranke“ eröffnet. Die Zahl der Krankenbetten stieg in den Jahren auf 700 (1911). im Ersten Weltkrieg wurde das Krankenhaus als Lazarett genutzt.
1930 wurde das Staatsgut Hommelsheim zwischen Eschweiler über Feld und Frauwüllesheim angekauft. Auf dem 127 ha großen Gut arbeiteten etwa 100 geistig behinderte Menschen und stellen mit landwirtschaftlichen Produkten die Versorgung der Kliniken sicher.
Im Jahr 1937 waren 1.579 Menschen untergebracht.
Viele Patienten fielen während des Nazi-Regimes den systematischen NS-Krankenmorden (Aktion T4 und Aktion 14f13) zum Opfer.
Nach den Bombenangriffen auf Düren am 16. November 1944 (siehe Luftangriffe auf Düren) wurde das Haus evakuiert. Einige Patienten kehrten am 17. Juni 1945 wieder zurück.
1951 wurde die „Provinzial Heil- und Pflegeanstalt“ in „Landesheilanstalten“ umbenannt. Die Belegung war wieder auf 800 Kranke gestiegen. Ab 1959 wurden in Rödingen und Wollersheim (Burg Gödersheim) Außenstellen mit Wohn- und Arbeitsmöglichkeiten für weitere Patienten eingerichtet. 1963 wurden die „Landesheilanstalten“ in „Landeskrankenhaus“ umbenannt.
Nach dem Neubau der Aufnahmeklinik 1966 und weiterer Stationen stieg die Zahl der Patienten auf 1.743 im Jahre 1970. 1975 wurde vor den Toren der Klinik eine erste Übungswohnung bezogen. Später wurden in Düren und den umliegenden Orten Wohngemeinschaften eingerichtet. 1978 erfolgte die Umbenennung in „Rheinische Landeskliniken“. Die Außenstellen Hommelsheim, Wollersheim und Rödingen sowie die Wohngemeinschaften wurden 1980 in ein selbstständiges Heilpädagogisches Heim ausgegliedert.
Im April 1986 wurde direkt neben der Klinik der Neubau der Abteilung für forensische Psychiatrie fertiggestellt. Das durch eine Wallmauer gesicherte Gelände hat Dorfstruktur (einzelne Häuser, Marktplatz, Spazierwege etc.). Hier werden psychisch kranke Straftäter untergebracht. Im Jahr 2016 waren in der Forensik 140 Patienten. Die Abteilung hat 236 Betten.
1996 wurde in Alsdorf die erste dezentrale Tagesklinik für den Kreis Aachen eröffnet. Es folgten weitere. 1997 wurden die Kliniken in „Rheinische Kliniken“ umbenannt. Seit 2009 heißt die Einrichtung „LVR-Klinik Düren“.

## Historische Gebäude
Es handelt sich um einen weitläufigen Anlagenkomplex, bestehend aus Gebäuden verschiedener Nutzung. Spiegelsymmetrisch zu einer Mittelachse, die gebildet wird aus der Kirche, dem Verwaltungsbau und verschiedenen Wirtschaftsgebäuden, gruppieren sich die einzelnen Krankengebäude, die ursprünglich streng getrennt wurden nach „Männerseite“ und „Frauenseite“. Abseits liegen das ehemalige Direktorenwohnhaus, die Leichenhalle, Haus 5 (das ehemalige sogenannte Bewahrungshaus) und die am Heerweg gelegenen Bedienstetenwohnhäuser.
Die gesamte Anlage bildet ein denkmalswertes Ensemble. Da die Gebäude aber unterschiedlich stark modernisiert wurden und teilweise identische Gestaltungsmerkmale aufweisen, wurde stellvertretend für die Krankengebäude (Haus 1 bis 3, 7 und 9) das weitgehend im Originalzustand erhaltene Haus 8 beschrieben.
- Verwaltungsbau
- Ehemaliges Direktorenwohnhaus
- Kirche
- Haus 1
- Haus 2
- Haus 3
- Haus 5
- Haus 7
- Haus 8
- Haus 9
- Werkstattbau
- Maschinenhaus mit Wasserturm
- Leichenhalle
- Bedienstetenwohnhäuser Heerweg 2 bis 12
- Bedienstetenwohnhäuser Heerweg 14 bis 22

## Ansichten einiger Gebäude

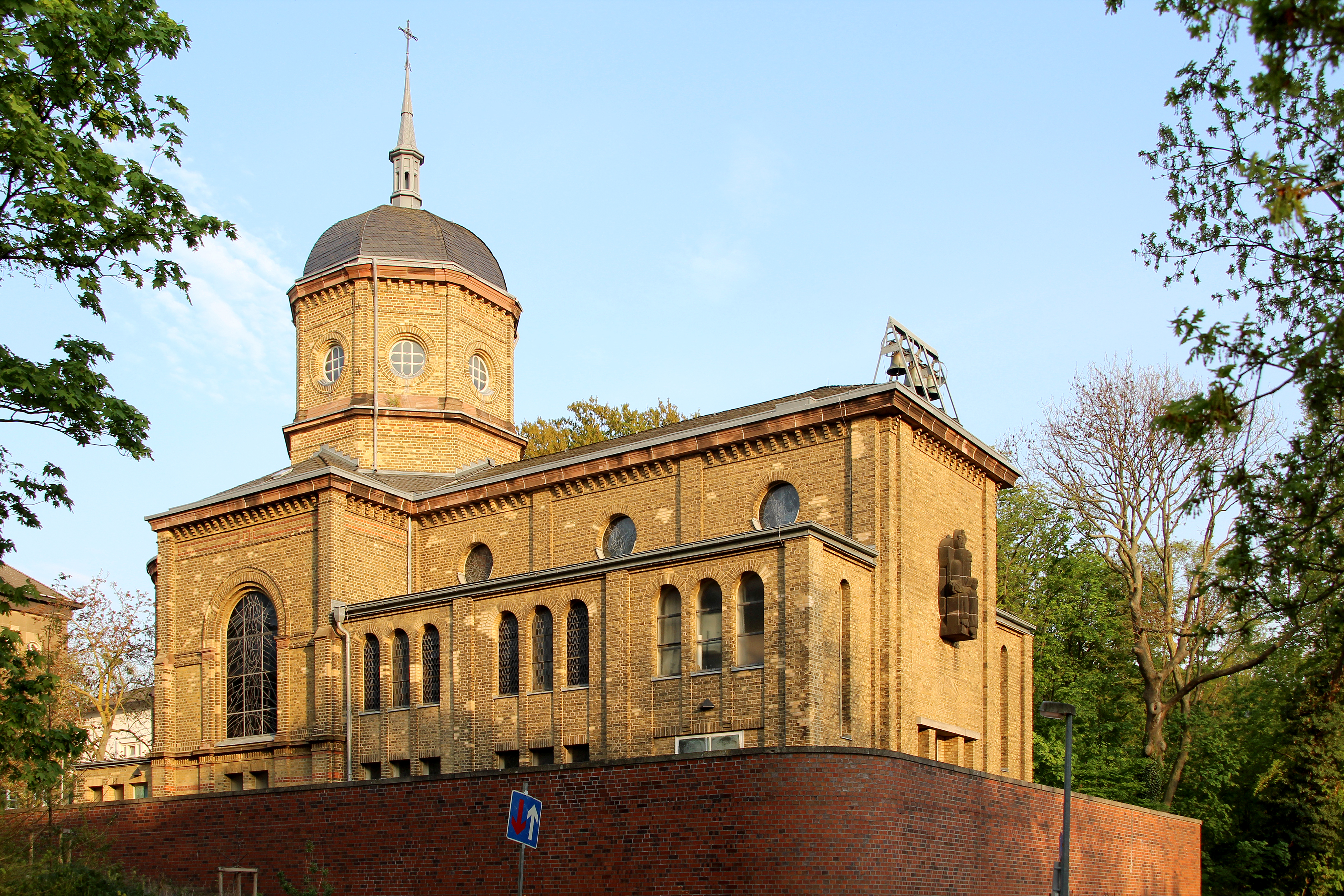
Klinikkirche Herz Jesu
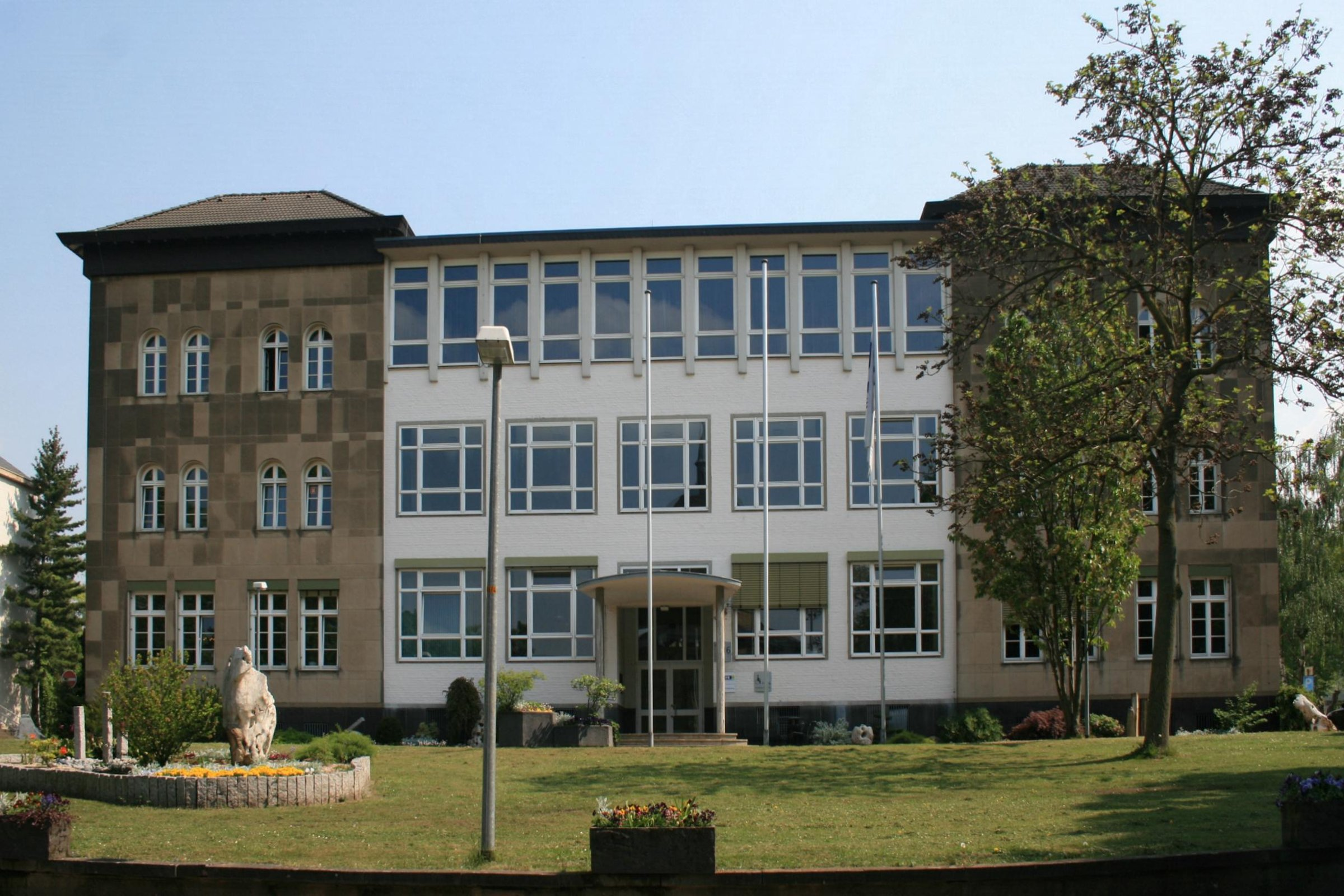
Verwaltungsbau
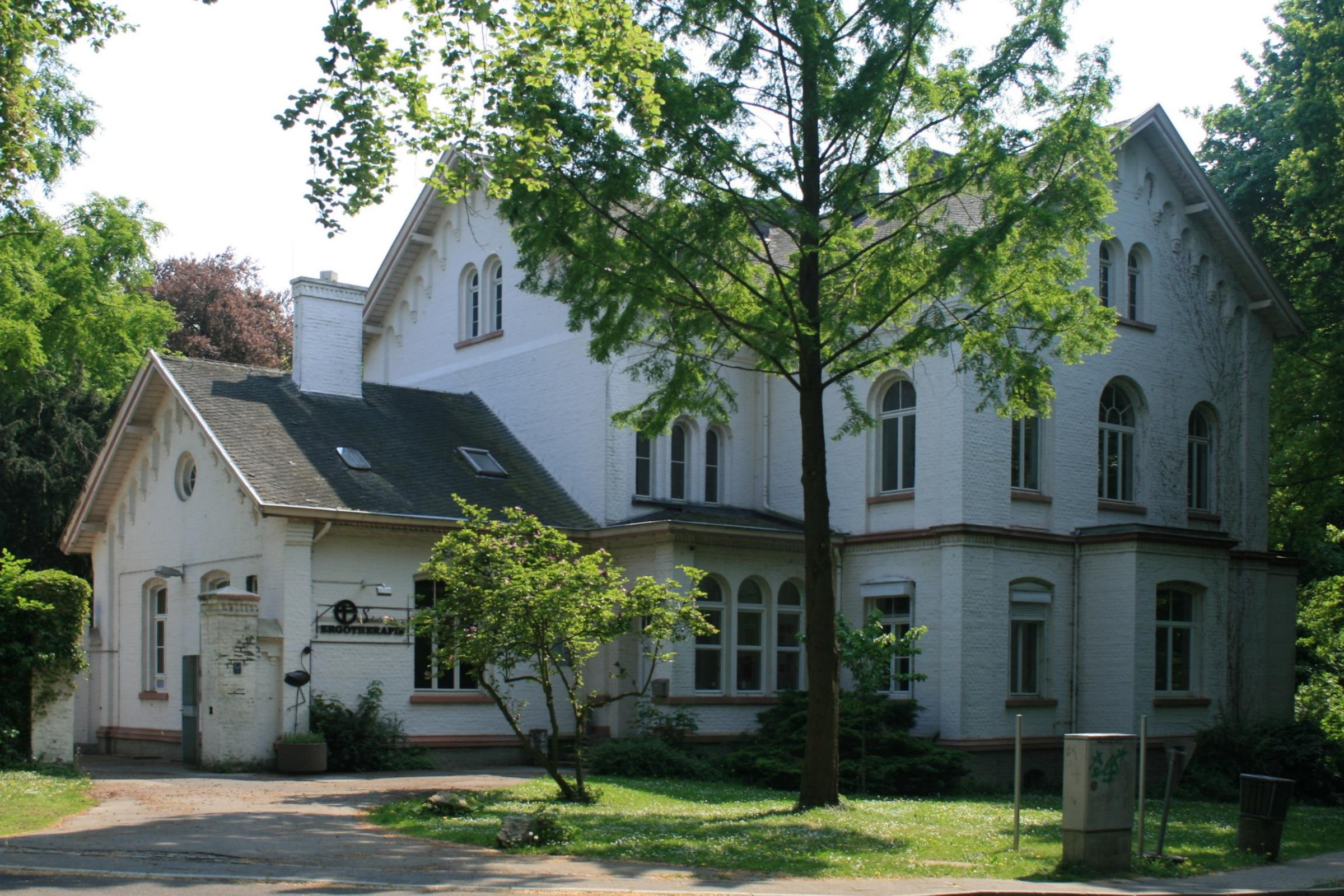
Das ehemalige Direktorenwohnhaus
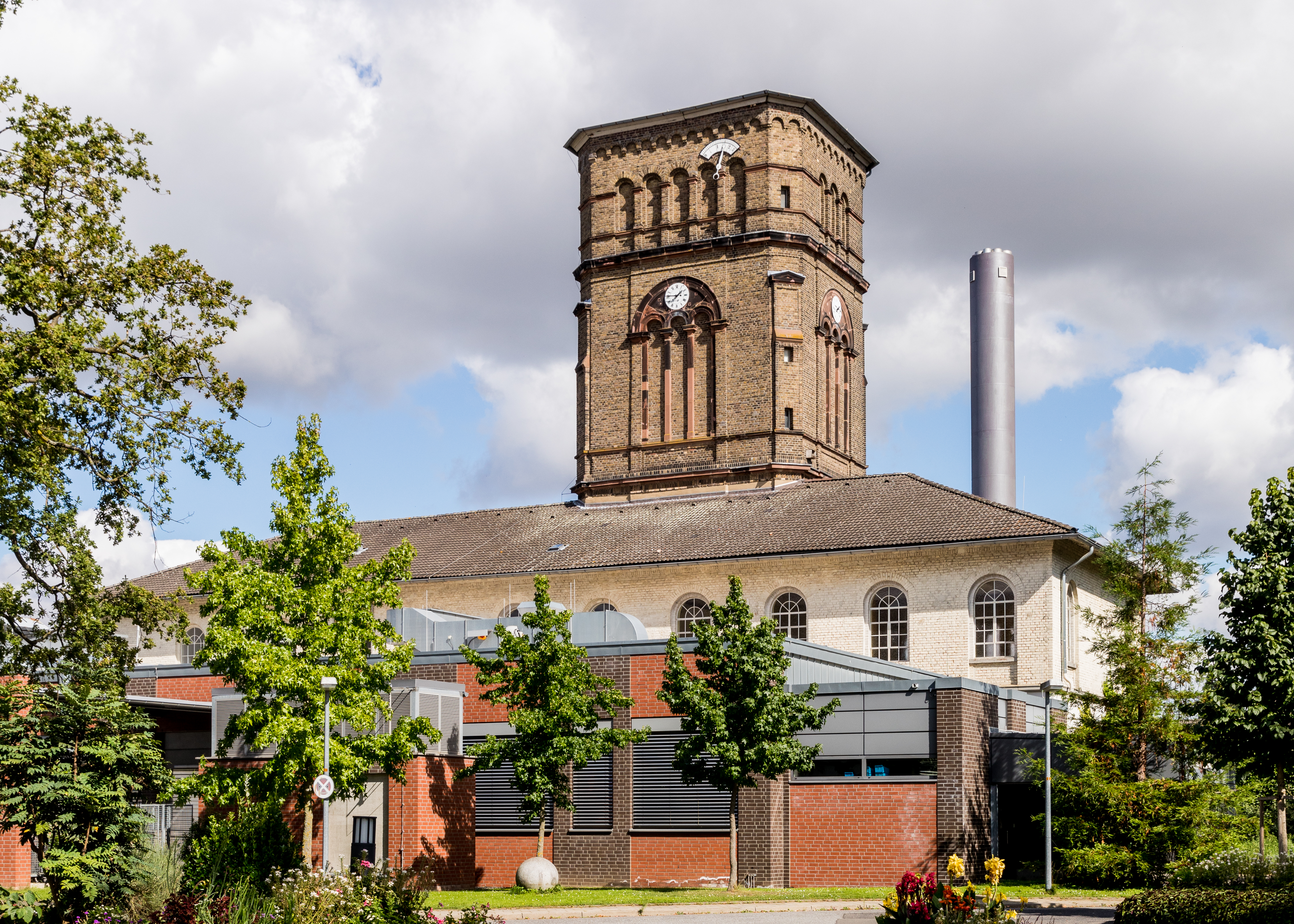
Maschinenhaus mit Wasserturm
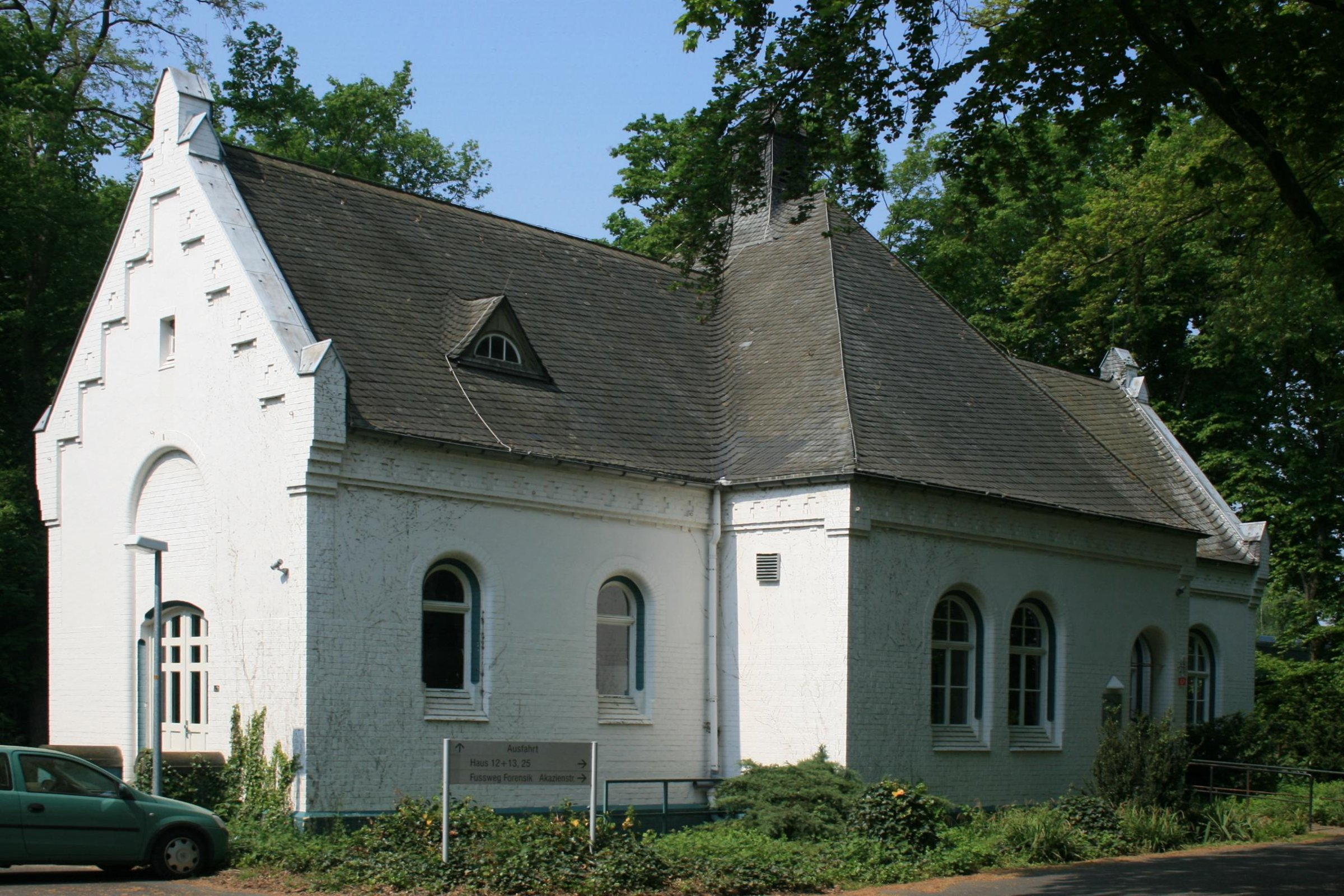
Die Leichenhalle
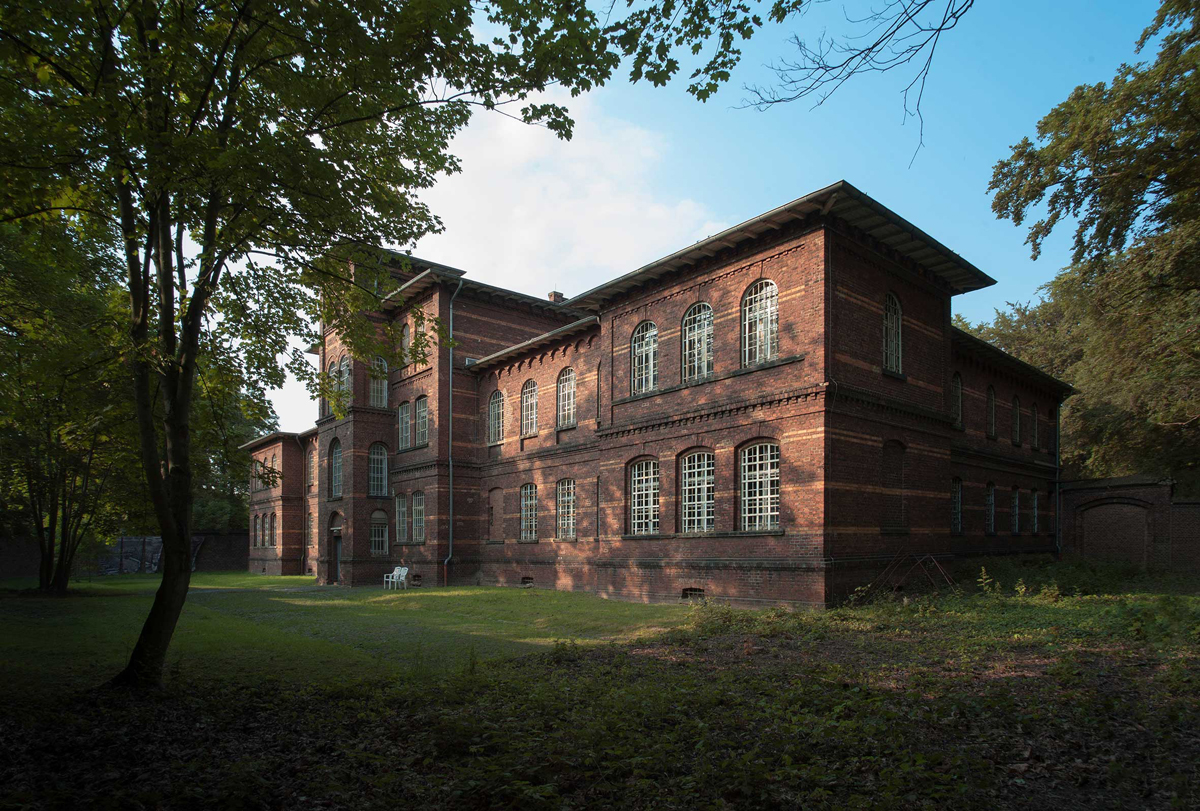
Haus 5
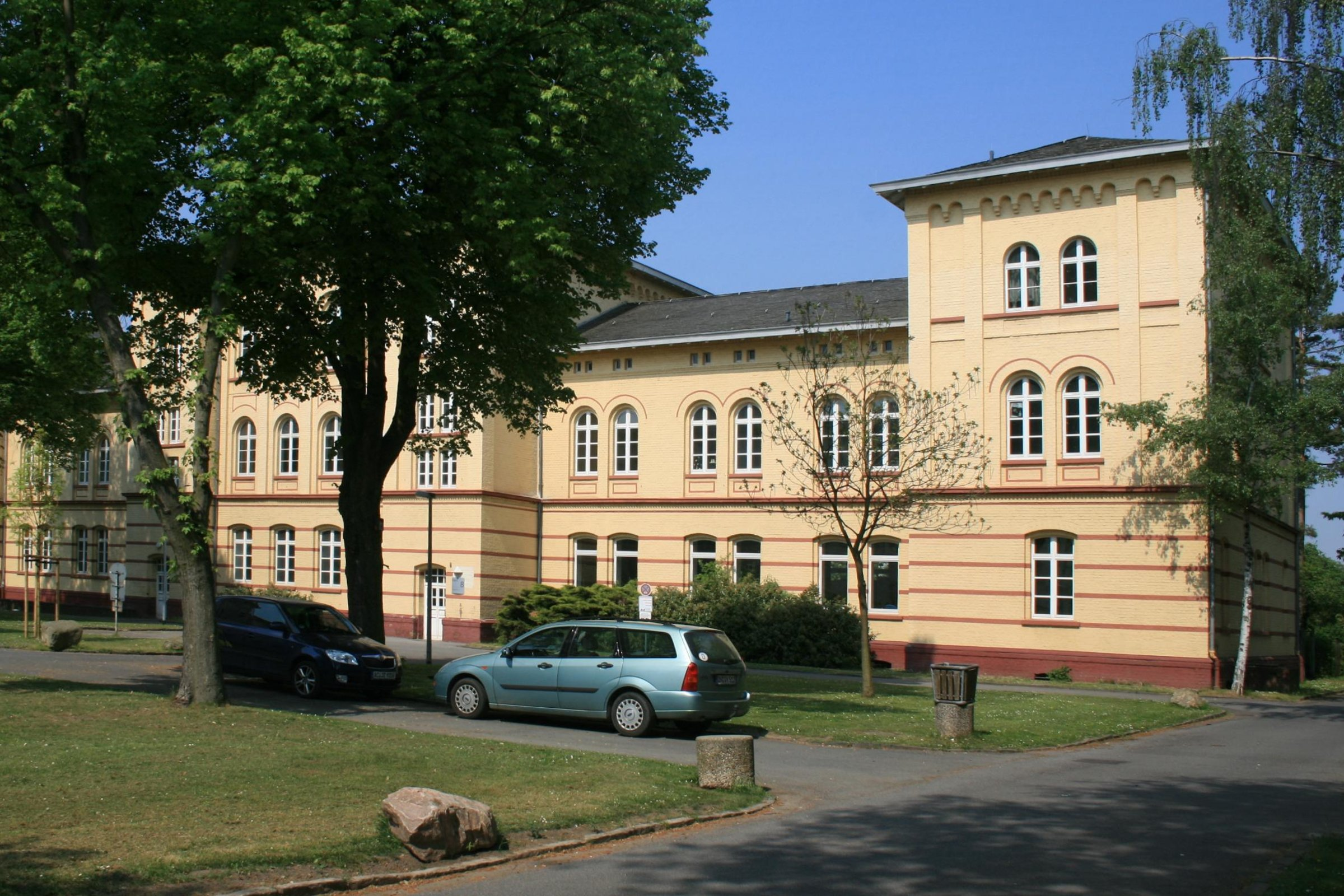
Haus 8
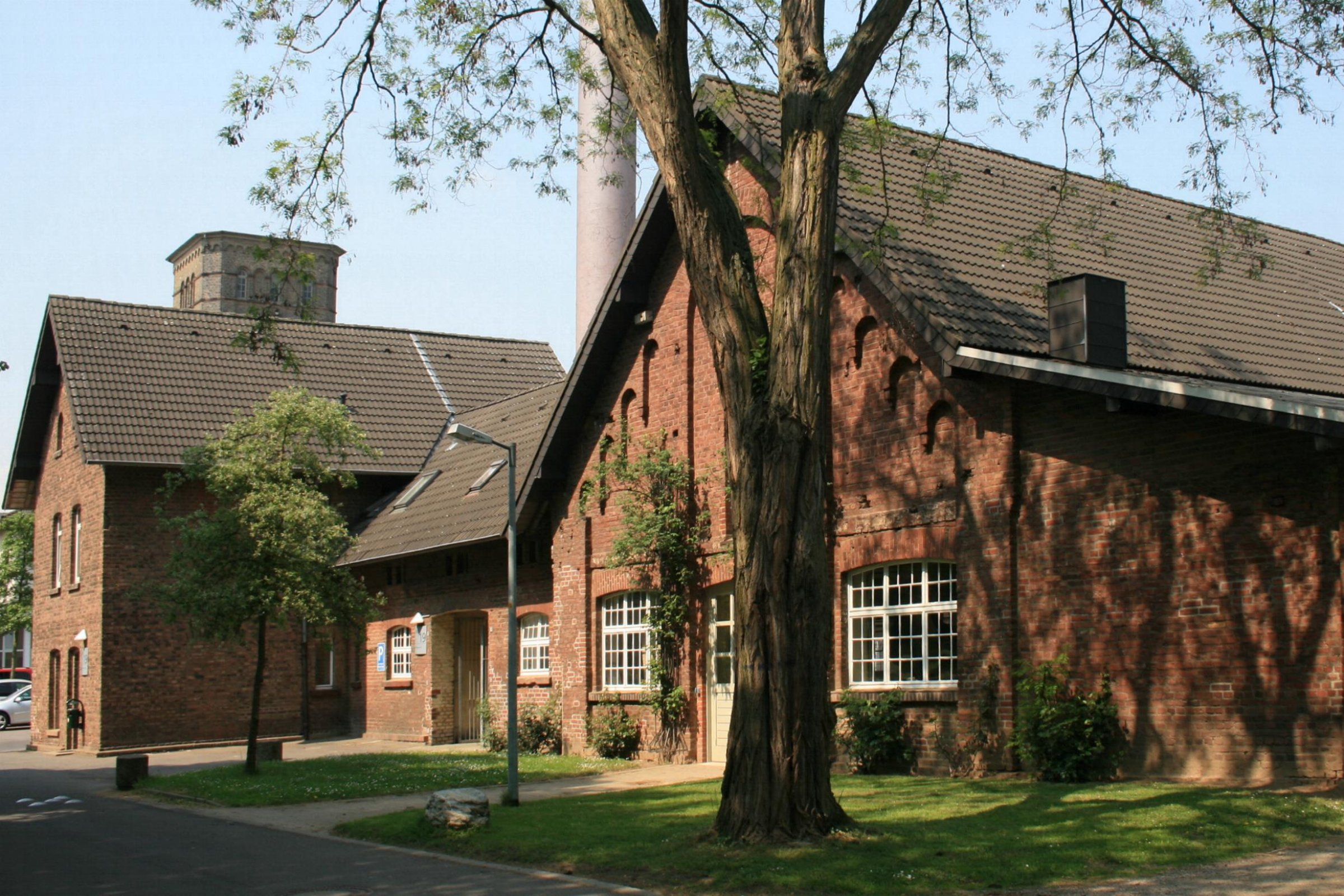
Der Werkstattbau
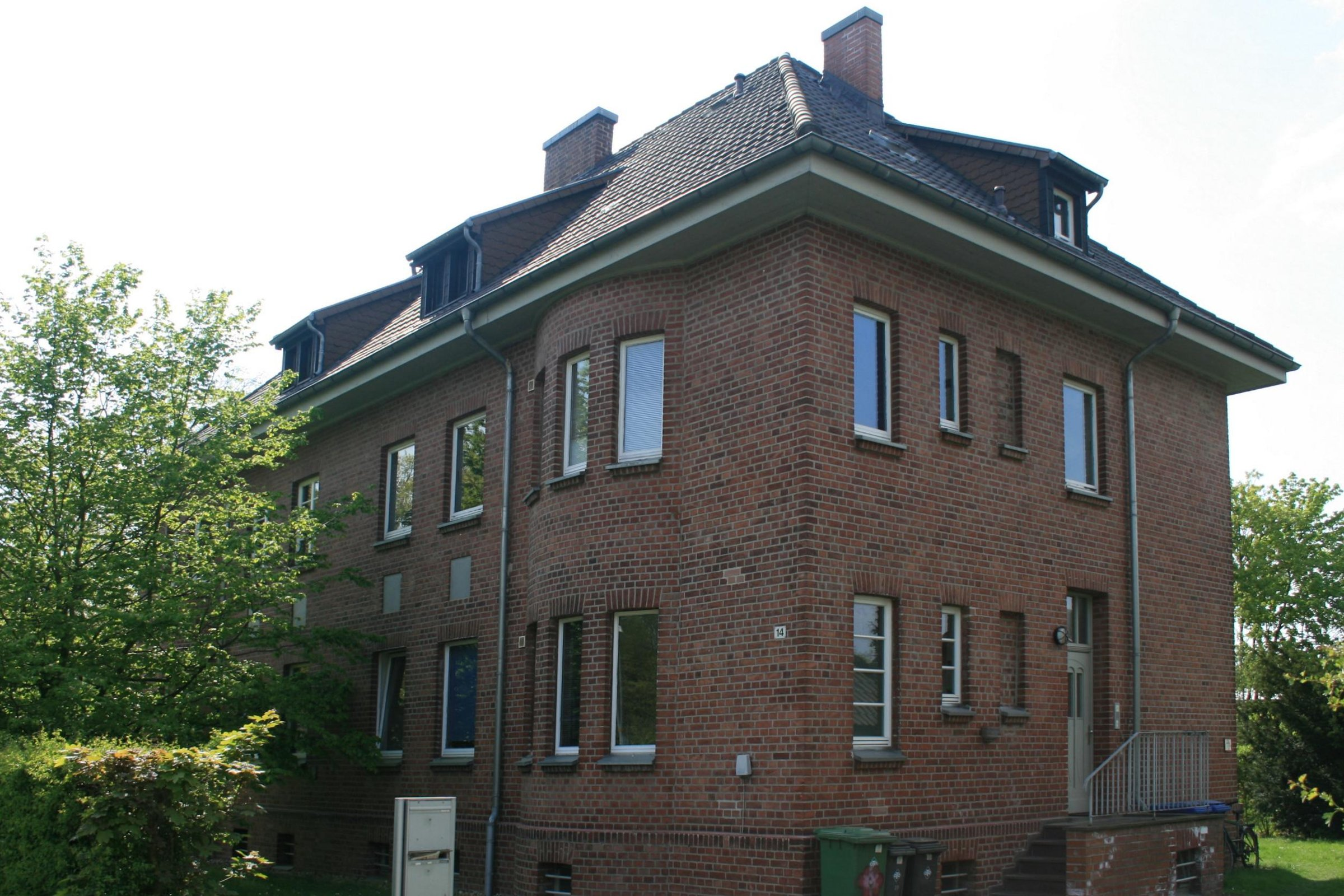
Ehemaliges Bedienstetenwohnhaus, Heerweg 14

## Der Einzugsbereich heute
- Kreis Aachen, außer Stadt Monschau, Gemeinden Roetgen und Simmerath,
- Kreis Düren
- Rhein-Erft-Kreis, außer Städte Erftstadt, Hürth, Brühl und Wesseling.

## Sonstiges
Bekanntheit erlangte die Klinik, insbesondere die Forensik, durch den Ausbruch (Befreiung durch einen Komplizen während eines Zahnarztkonsils außerhalb der gesicherten forensischen Abteilung im Gelände der Allgemeinpsychiatrie der LVR-Klinik) des Gewaltverbrechers Bernd Büch im Jahre 1998.